# Culori metamerice
Culorile metamerice sunt perechi de culori diferite, din punct de vedere al compoziției chimice a coloranților, care pot fi deosebite cu greu la un tip de lumină (de obicei la lumină normală, diurnă naturală), dar care pun în evidență un contrast de culoare vizibil la un alt tip de lumină, de multe ori la lumină infraroșie, sau când sunt observate printr-un filtru optic roșu special.
Prin fenomenul de metamerism, diferite combinații de lungimi de undă pot fi percepute ca senzații de culoare identice. În acest context, culoarea ar putea fi definită ca fiind senzația produsă de totalitatea radiațiilor luminoase de diferite frecvențe care permite ochiului să deosebească între ele două părți vecine, omogene și egal iluminate, văzute simultan.
În contrast cu culorile metamerice, definite ca perechi de culori care diferă din punct de vedere al compoziției spectrale, cele care au compoziții spectrale identice se numesc culori izomerice.
Un efect metameric special este, de exemplu, pierderea imaginii supuse la lumină infraroșie, deoarece cerneala, vizibilă în alte condiții, nu se poate vedea în categoria infraroșie a spectrului. De aceea, culorile metamerice sunt folosite ca element de siguranță împotriva falsificării, de exemplu, la tipărirea bancnotele euro. Sistemele de reproducere bazate pe patru culori (offset, copiatoare color, jet de cerneală etc.) nu pot copia efectele metamerice. Datorită culorilor metamerice se vor obține fie reproduceri identice în patru culori (cu pierderea totală a efectului metameric), fie reproducerea culorilor metamerice (care sunt asemănătoare la lumină normală) în două culori diferite, ceea ce denotă în mod clar reproducerea.